# Léon de Foere
Léon de Foere (Tielt, 8 février 1787 - Bruges, 7 février 1851), était prêtre, fondateur d'œuvres de charité, éditeur de journaux et homme politique. Il fut membre du Congrès National de Belgique.
Il était le fils de Jean François de Foere et de Jeanne Catherine Neerman. Son père était un entrepreneur de travaux prospère et 'prince' de la chambre de rhétorique à Tielt. Léon était brillant élève qui, au cours de la période révolutionnaire reçut des leçons particulières.

## Fondateur
À partir de 1805 De Foere entra au séminaire et en 1810 il fut ordonné prêtre à Namur et nommé vicaire à la paroisse Sainte-Anne à Bruges, où il se trouva confronté à la pauvreté des habitants d'un quartier populaire. Aidé par Marie Vincence Khnopff il fonda la congrégation des sœurs de Notre Dame de l'Ascension, ayant pour but de venir en aide aux nécessiteux. 
Il était également l'éditeur du journal Le Spectateur Belge, qui lui laissait des profits avec lesquels il fit en 1816 l'achat, rue Saint-Jacques de l'hôtel de Miraumont et de l'hôtel Bladelin adjacent, situé rue des Aiguilles. Il en fit une école de dentelles, avec les sœurs de sa congrégation comme institutrices. Les pauvres femmes et filles qui s'y initiaient, pouvaient elles-mêmes vendre les dentelles qu'elles avaient réalisées. L'école poursuivit ses activités jusqu'en 1933 en tant qu'école de jour et jusqu'en 1952 en tant qu'école du soir.
En 1823 De Foere fut en plus nommé recteur du Couvent des chanoinesses augustines anglaises, le Couvent Anglais, rue des Carmes.
À partir de 1833 il fut aumônier de l'ancienne Gilde des tireurs à l'arc de Saint-Sébastien à Bruges. Il s'y trouvait très bien, tenait des discours, offrit son portrait, participait aux tirs et organisait des Messes pour ses confrères dans sa chapelle privée. Peu à peu un froid s'installa entre lui et certains membres libéraux anti-cléricaux. En mai 1850, au cours des fêtes annuelles, une chanson satirique qui se moquait de l'Église fut chantée, ce qui entraina sa démission.

## Politique
Le Spectateur Belge, journal édité par De Foere était son instrument pour attaquer celui qu'il appelait 'l'occupant hollandais'. Il lui reprochait ses actions contre l'Église catholique et sa mentalité trop francophile. En 1817 ses écrits provoquèrent son arrestation, à la sortie de la cathédrale Saint-Sauveur où il venait de célébrer la Messe. Il fut incarcéré à Bruxelles et condamné à deux années de prison. 
Après avoir purgé sa peine il rentra à Bruges et s'abstint désormais d'activités politiques, ce qui n'empêche qu'il s'était acquis une réputation durable d'opposant au régime.  
En 1830 Bruges l'envoya au Congrès National, ce qui faisait de lui un des créateurs de la Belgique indépendante. En 1831 il fit partie de la délégation qui à Londres alla offrir le trône de la Belgique au prince Léopold de Saxe-Cobourg. La même année, lors des premières élections législatives, l'arrondissement de Tielt l'élut comme son représentant, ce qu'il demeura jusqu'en 1848.

## Littérature
- Jean Stecher, Léon de Foere, dans Biographie nationale de Belgique, T. VII, Bruxelles, 1880-83.
- J. VAN IN, Priester De Foere en 'Le Spectateur Belge, thèse de licence en histoire (inédite), Université catholique de Louvain, 1959.
- Frank SIMON, Leo De Foere, dans Nationaal Biografisch Woordenboek, T. III, Bruxelles, 1968, col. 313-324.
- Lexicon van West-Vlaamse schrijvers, Deel 2, 1985.
- J. MARECHAL, De laatste proost van de koninklijke hoofdgilde Sint-Sebastiaan te Brugge. Leon de Foere 1787-1851, sept. 1994.
- W. CAMPS, De journalistieke en politieke activiteiten van priester Leo de Foere, thèse de licence en histoire (inédite), Université catholique de Louvain, 1994.
- René HAESERYN & Claude DUHAMEL, Leo de Foere, dans: Nieuwe Encyclopedie van de Vlaamse Beweging, Tielt, 1997